# Vallés
Vallés – gmina w Hiszpanii, w prowincji Walencja, we wspólnocie autonomicznej Walencja, o powierzchni 1,24 km². W 2011 roku liczyła 162 mieszkańców.